# Süddeutsche Fußballmeisterschaft 1909/10

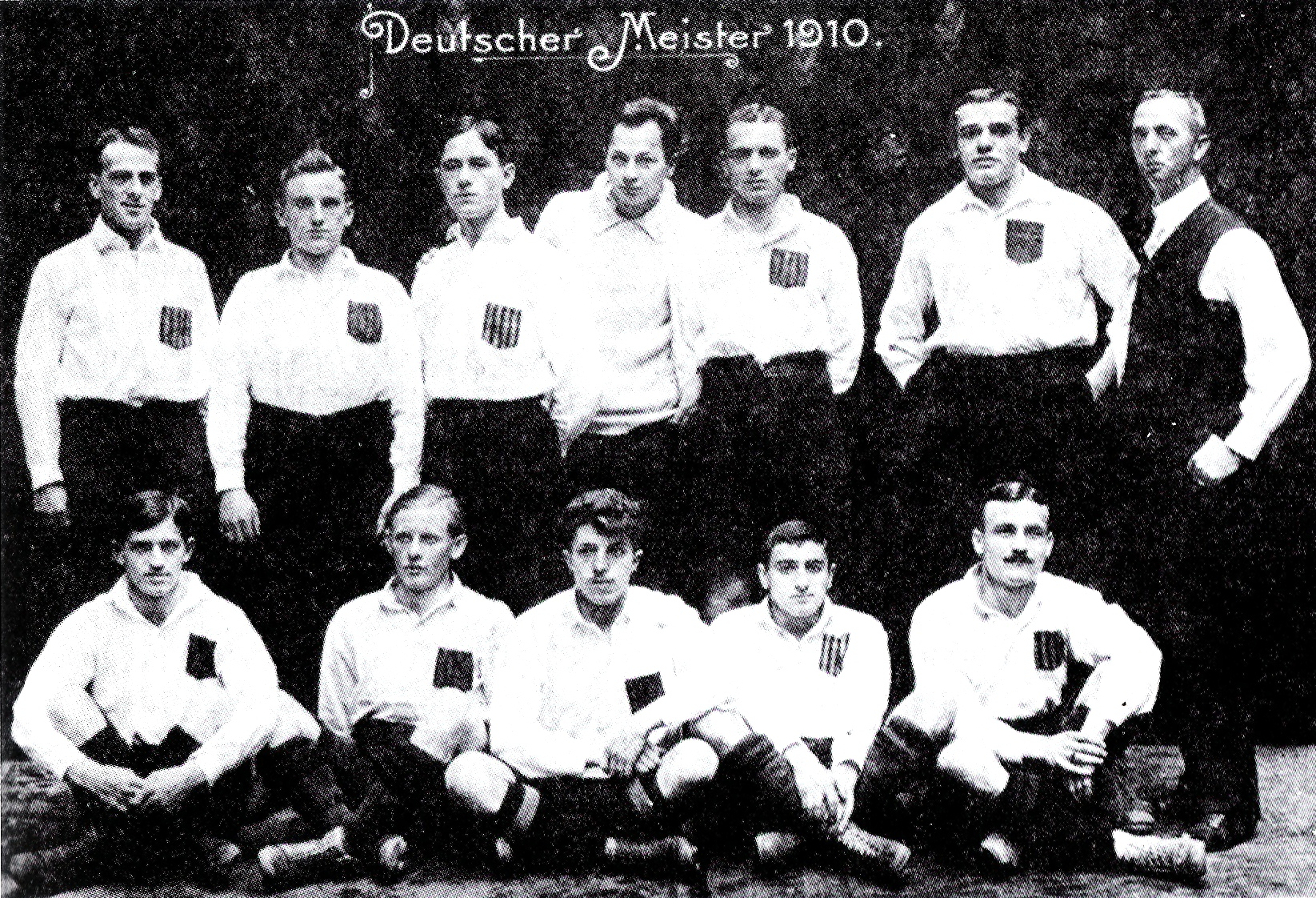
Der Süddeutsche und Deutsche Meister
Karlsruher FV des Jahres 1910
mit Trainer William Townley.

Die süddeutsche Fußballmeisterschaft 1909/10 des Verbandes Süddeutscher Fußball-Vereine gewann der Karlsruher FV im Endrundenturnier ungeschlagen mit sieben Punkten Vorsprung vor der F.A. Bayern im Münchener SC. Dies war der sechste Gewinn der süddeutschen Fußballmeisterschaft für die Karlsruher, die sich dadurch für die deutsche Fußballmeisterschaft 1909/10 qualifizierten. Als amtierender deutscher Fußballmeister war ebenfalls der Karlsruher FC Phönix für die diesjährige deutsche Fußballmeisterschaft qualifiziert. Im Halbfinale trafen die Karlsruher Mannschaften aufeinander. Vor 8000 Zuschauern – zu diesem Zeitpunkt Rekordbesuch eines Endrundenspiels um die deutsche Meisterschaft – gewann der KFV auf eigenem Platz mit 2:1 und zog zum zweiten Mal nach 1905 ins Finale ein, das wie schon fünf Jahre zuvor im Stadion Weidenpescher Park in Köln stattfand. Der Gegner war Nordmeister Holstein Kiel und erst sieben Minuten vor dem Ende der Verlängerung gelang dem KFV per Foulelfmeter das erste und entscheidende Tor. Die in diesem Jahr erstmals von einem professionellen Trainer, dem Engländer William Townley, betreute Elf konnte endlich den lang ersehnten ersten deutschen Meistertitel feiern.

## Modus und Übersicht
Der Austragungsmodus blieb gegenüber der Vorsaison unverändert, in vier regionalen Kreisen traten Mannschaften gegeneinander an, die vier Kreismeister spielten anschließend in einer Finalrunde den süddeutschen Fußballmeister aus. Die bereits im Vorjahr begonnene Straffung der obersten süddeutschen Spielklassen wurde in diesem Jahr fortgeführt. In drei von vier Kreisen gab es nun eine eingleisige A-Klasse, deren Meister für die süddeutsche Endrunde qualifiziert waren. Lediglich im Ostkreis wurde noch in zwei (statt bisher drei) Staffeln gespielt.
| Bezirk    | Bezirksmeister              |
| --------- | --------------------------- |
| Nordkreis | FC Viktoria Hanau           |
| Ostkreis  | F.A. Bayern im Münchener SC |
| Südkreis  | Karlsruher FV               |
| Westkreis | Mannheimer FG 1896          |

## Nordkreis

„Die Nordkreismeisterschaft 1909/10“.
Eine zeitgenössische Karikatur.

Die Schaffung einer eingleisigen Spielklasse mit zwölf Mannschaften, die in einer Doppelrunde ausgetragen wurde, bedeutete für die Vereine des Nordkreises einerseits eine Mehrbelastung, da nunmehr 22 Pflichtspiele ausgetragen werden mussten, andererseits auch mehr Einnahmen, die dem Ausbau und der Instandhaltung der Platzanlagen zugutekam. Fußball war inzwischen mehr als nur ein reines Freizeitvergnügen geworden, beim Rennen um die Meisterschaft ging es, wie nebenstehende Karikatur auf einer Postkarte aus Wiesbaden andeutet, neben Punkten und Titeln auch ums Geld. Die Errichtung und der Betrieb von umzäunten Sportplätzen, die zumeist von der Stadt gepachtet werden mussten, brachte viele Vereine in finanzielle Schwierigkeiten. Der Frankfurter FC Hermannia etwa, im Vorjahr noch Vierter der Südmaingau-Staffel und zweitgrößter Fußballverein der Stadt, musste 1910 die Segel streichen, weil er sich mit dem erst 1906 errichteten „Sportpark“, einer Platzanlage mit Holztribüne im Ostpark, übernommen hatte. Die 300 Zuschauer fassende Tribüne wurde anschließend vom FFC Victoria aufgekauft und an seinem Platz an der Eschersheimer Landstraße errichtet.
In der Liga kamen sieben Mannschaften aus Frankfurt, zwei aus Hanau und je eine aus Wiesbaden, Offenbach und Bieber. Das „Rennen“ machte in diesem Jahr erstmals Viktoria 1894 aus der alten Fußball-Hochburg Hanau knapp vor dem erstarkenden SV Wiesbaden, der mit Verteidiger Otto Nicodemus einen Nationalspieler in seinen Reihen hatte, Vorjahreskreismeister Hanau 93 musste sich mit Rang vier begnügen.
| Pl. | Verein                           | Sp. | S  | U | N  | Tore    | Quote | Punkte |
| --- | -------------------------------- | --- | -- | - | -- | ------- | ----- | ------ |
| 1.  | FC Viktoria Hanau                | 22  | 17 | 3 | 2  | 069:240 | 2,88  | 37:70  |
| 2.  | SV Wiesbaden                     | 22  | 17 | 2 | 3  | 068:240 | 2,83  | 36:80  |
| 3.  | FSV Frankfurt                    | 22  | 14 | 4 | 4  | 070:400 | 1,75  | 32:12  |
| 4.  | 1. Hanauer FC 1893 (M)           | 22  | 12 | 4 | 6  | 087:300 | 2,90  | 28:16  |
| 5.  | Frankfurter FV und Amicitia 1902 | 22  | 11 | 3 | 8  | 055:570 | 0,96  | 25:19  |
| 6.  | FV Frankfurter Kickers           | 22  | 11 | 2 | 9  | 044:340 | 1,29  | 24:20  |
| 7.  | Kickers Offenbach                | 22  | 9  | 4 | 9  | 051:370 | 1,38  | 22:22  |
| 8.  | Frankfurter FC Victoria 1899     | 22  | 6  | 6 | 10 | 054:470 | 1,15  | 18:26  |
| 9.  | Frankfurter FC Britannia         | 22  | 6  | 3 | 13 | 036:580 | 0,62  | 15:29  |
| 10. | FC Germania Bockenheim           | 22  | 5  | 5 | 12 | 033:580 | 0,57  | 15:29  |
| 11. | Germania Bieber                  | 22  | 3  | 1 | 18 | 023:950 | 0,24  | 07:37  |
| 12. | Bockenheimer FVgg                | 22  | 2  | 1 | 19 | 023:109 | 0,21  | 05:39  |

| (M) | Titelverteidiger Nordkreis |

## Ostkreis
Der Ostkreis war in diesem Jahr nur noch in eine Nord- und eine Südstaffel unterteilt, der Erste und der Zweite jeder Staffel spielten in einer Endrunde den Ostkreismeister aus. Hier setzte sich die F.A. Bayern im Münchener SC, vom Engländer Dr. George Hoer trainiert, schlussendlich deutlich durch. In der Ligarunde wurde der härteste Konkurrent und Lokalrivale MTV München 1879 am 21. November 1909 mit 8:2 geschlagen und in der Ostkreis-Endrunde blieb die Mannschaft um Torhüter Ludwig Hofmeister, Mittelstürmer Fritz Fürst und Rechtsaußen Max Gablonsky unbesiegt. Die SpVgg. Fürth wurde am 25. Januar 1910 mit 12:0 nach Hause geschickt, gegen den 1. FC Nürnberg gab es am 16. Januar sowohl an der Leopoldstraße als auch am 6. Februar in Nürnberg-Schweinau ein 4:2. Den ersten Nationalspieler aus Bayern stellte allerdings der 1. FC Nürnberg; Stürmer Ludwig Philipp wurde am 3. und 24. April 1910 in zwei Länderspielen eingesetzt, Max Gablonsky, Spieler des FC Bayern, gab am 16. Mai 1910 sein Debüt.

### Staffel Nord
| Pl. | Verein                | Sp. | Tore  | Quote | Punkte |
| --- | --------------------- | --- | ----- | ----- | ------ |
| 1.  | 1. FC Nürnberg (M)    | 10  | 73:80 | 9,13  | 20:00  |
| 2.  | SpVgg Fürth           | 10  | 47:25 | 1,88  | 15:50  |
| 3.  | FC Pfeil Nürnberg (N) | 10  | 29:34 | 0,85  | 09:11  |
| 4.  | SV Noris Nürnberg     | 10  | 30:43 | 0,70  | 07:13  |
| 5.  | 1. FC 01 Bamberg (N)  | 10  | 18:45 | 0,40  | 07:13  |
| 6.  | FC Franken Nürnberg   | 10  | 15:57 | 0,26  | 02:18  |

| (M) | Titelverteidiger Ostkreis |
| (N) | Aufsteiger                |

### Staffel Süd
| Pl. | Verein                      | Sp. | S | U | N | Tore    | Quote | Punkte |
| --- | --------------------------- | --- | - | - | - | ------- | ----- | ------ |
| 1.  | F.A. Bayern im Münchener SC | 8   | 6 | 1 | 1 | 046:140 | 3,29  | 13:30  |
| 2.  | MTV München von 1879        | 8   | 5 | 2 | 1 | 034:230 | 1,48  | 12:40  |
| 3.  | FC Wacker München           | 8   | 4 | 1 | 3 | 025:240 | 1,04  | 09:70  |
| 4.  | TV 1860 München             | 8   | 1 | 2 | 5 | 013:280 | 0,46  | 04:12  |
| 5.  | MTV Augsburg                | 8   | 0 | 2 | 6 | 007:360 | 0,19  | 02:14  |
| 6.  | Turngemeinde München a      | 0   | 0 | 0 | 0 | 000:000 | 1,00  | 0:0    |

### Endrunde Ostkreis
Die offizielle Seite der SpVgg Greuther Fürth gibt für diese Endrunde einen leicht anderen Tabellenstand als Grüne und Schulze-Marmeling an. Offensichtlich liegt ein Unterschied im Ausgang eines Spieles zwischen MTV München 1879 und dem FC Bayern München vor, zudem weichen die Torverhältnisse ab. Für den Ausgang der Ostkreismeisterschaft ist dies aber unbedeutend.

FC Bayern 1910: Ernst Hofmann, Hans Hofmann, Max Gablonsky, Franz Baumann, Josef „Peps“ Seitz, Ludwig Hofmeister, Fritz Fürst, Hans Kroiss, Ludwig Berz, Max Reindl, Rinkenberger

| Pl. | Verein                      | Sp. | S | U | N | Tore    | Quote | Punkte |
| --- | --------------------------- | --- | - | - | - | ------- | ----- | ------ |
| 1.  | F.A. Bayern im Münchener SC | 6   | 6 | 0 | 0 | 033:100 | 3,30  | 12:0   |
| 2.  | 1. FC Nürnberg (M)          | 6   | 3 | 0 | 3 | 024:170 | 1,41  | 06:60  |
| 3.  | MTV München von 1879        | 6   | 2 | 1 | 3 | 019:200 | 0,95  | 05:70  |
| 4.  | SpVgg Fürth                 | 6   | 0 | 1 | 5 | 007:360 | 0,19  | 01:11  |

| (M) | Titelverteidiger Ostkreis |

## Südkreis
Im Südkreis waren nun Teilnehmer der vier vorhergehenden deutschen Meisterschaftsendspiele 1906 bis 1909 sowie des späteren Meisters dieser Spielzeit versammelt: Die deutschen Meister von 1907 (Freiburger FC), 1909 (Phönix Karlsruhe) und 1910 (Karlsruher FV) sowie die Vizemeister der Jahre 1906 (1. FC Pforzheim) und 1908 (Stuttgarter Kickers). Es dürfte sich damit zu dieser Zeit um die spielstärkste deutsche Liga gehandelt haben. Die Karlsruher Lokalrivalen KFV und Phönix lieferten sich ein Kopf-an-Kopf-Rennen um die Südkreismeisterschaft und lagen am Saisonende gleichauf. Da der Torquotient für diese Entscheidung keine Rolle spielte, musste ein Entscheidungsspiel über die Meisterschaft und den Einzug in die süddeutsche Endrunde entscheiden. Vor 5000 Zuschauern entschied der KFV dieses Duell für sich. Da der FC Phönix als Vorjahresmeister dennoch für die deutsche Endrunde qualifiziert war, traf man im Halbfinale erneut aufeinander.
Es gab keinen Absteiger, die Liga wurde zur Runde 1910/11 auf zehn Vereine aufgestockt. In der B-Klasse konnte sich der FV Germania Beiertheim durchsetzen und stieg in die A-Klasse auf.
| Pl. | Verein                       | Sp. | S  | U | N  | Tore    | Quote | Punkte |
| --- | ---------------------------- | --- | -- | - | -- | ------- | ----- | ------ |
| 1.  | Karlsruher FV                | 16  | 13 | 1 | 2  | 080:120 | 6,67  | 27:50  |
| 2.  | Karlsruher FC Phönix (SM)(M) | 16  | 12 | 3 | 1  | 061:220 | 2,77  | 27:50  |
| 3.  | Stuttgarter Kickers          | 16  | 9  | 4 | 3  | 044:180 | 2,44  | 22:10  |
| 4.  | 1. FC Pforzheim              | 16  | 6  | 3 | 7  | 036:410 | 0,88  | 15:17  |
| 5.  | FC Alemannia Karlsruhe       | 16  | 5  | 2 | 9  | 028:480 | 0,58  | 12:20  |
| 6.  | Sportfreunde Stuttgart       | 16  | 5  | 1 | 10 | 032:550 | 0,58  | 11:21  |
| 7.  | Freiburger FC                | 16  | 3  | 4 | 9  | 036:480 | 0,75  | 10:22  |
| 8.  | Straßburger FV (N)           | 16  | 5  | 0 | 11 | 035:730 | 0,48  | 10:22  |
| 9.  | FC Union Stuttgart (N)       | 16  | 3  | 4 | 9  | 022:570 | 0,39  | 10:22  |

| (SM) | süddeutscher Titelverteidiger |
| (M)  | Titelverteidiger Südkreis     |
| (N)  | Aufsteiger                    |

Entscheidungsspiel Platz 1:
| Datum        |               | Ergebnis |                      | Ort       |
| ------------ | ------------- | -------- | -------------------- | --------- |
| 6. März 1910 | Karlsruher FV | 3:0      | Karlsruher FC Phönix | Pforzheim |

## Westkreis
Die Mannschaften aus dem Raum Mannheim/Odenwald/Darmstadt waren zu dieser Saison nochmals „umgetopft“ worden: Bis 1908 dem Nord- und 1908/09 dem Südkreis zugeteilt, spielten sie nunmehr im bis dahin noch vergleichsweise mitgliederarmen Westkreis. Die Mannschaften aus Kaiserslautern und Ludwigshafen hatten gegen die meisterschaftserfahrenen Mannheimer Klubs das Nachsehen, die Mannheimer FG 1896 verlor lediglich zwei Spiele (1:3 gegen den FC Pfalz 03 und 1:2 beim FV Kaiserslautern) und sicherte sich mit vier Punkten Vorsprung den Westkreistitel.
| Pl. | Verein                      | Sp. | S  | U | N  | Tore    | Quote | Punkte |
| --- | --------------------------- | --- | -- | - | -- | ------- | ----- | ------ |
| 1.  | Mannheimer FG 1896          | 16  | 14 | 0 | 2  | 080:160 | 5,00  | 28:40  |
| 2.  | FV 1900 Kaiserslautern (M)  | 15  | 11 | 0 | 4  | 059:220 | 2,68  | 22:80  |
| 3.  | Phönix Mannheim (N)         | 16  | 10 | 1 | 5  | 044:280 | 1,57  | 21:11  |
| 4.  | Mannheimer VfB Union        | 16  | 7  | 2 | 7  | 041:340 | 1,21  | 16:16  |
| 5.  | FK Olympia Darmstadt (N)    | 15  | 6  | 2 | 7  | 027:360 | 0,75  | 14:16  |
| 6.  | Mannheimer FC Viktoria 1897 | 14  | 6  | 0 | 8  | 033:320 | 1,03  | 12:16  |
| 7.  | Ludwigshafener FG 03        | 16  | 5  | 2 | 9  | 029:520 | 0,56  | 12:20  |
| 8.  | FC Pfalz Ludwigshafen       | 15  | 4  | 2 | 9  | 019:430 | 0,44  | 10:20  |
| 9.  | Germania Ludwigshafen       | 13  | 0  | 1 | 12 | 018:770 | 0,23  | 01:25  |

| (M) | Titelverteidiger Westkreis |
| (N) | Aufsteiger                 |

Es fehlen die Ergebnisse von vier Spielen, die aber möglicherweise gar nicht mehr stattfanden.

## Endrunde um die süddeutsche Meisterschaft
Nachdem sich der Karlsruher FV im Südkreis erst durch ein Entscheidungsspiel gegen den Stadtrivalen FC Phönix hatte durchsetzen können, gab es in der süddeutschen Endrunde keinen Gegner, der die Mannschaft ernsthaft gefährden konnte, der KFV gewann alle sechs Begegnungen und qualifizierte sich damit erstmals seit 1905 wieder für die Endrunde um die deutsche Meisterschaft.
| Pl. | Verein                                        | Sp. | S | U | N | Tore    | Quote | Punkte |
| --- | --------------------------------------------- | --- | - | - | - | ------- | ----- | ------ |
| 1.  | Karlsruher FV (Sieger Südkreis)               | 6   | 6 | 0 | 0 | 018:700 | 2,57  | 12:0   |
| 2.  | F.A. Bayern im Münchener SC (Sieger Ostkreis) | 6   | 2 | 1 | 3 | 016:120 | 1,33  | 05:70  |
| 3.  | Mannheimer FG 1896 (Sieger Westkreis)         | 6   | 2 | 0 | 4 | 011:180 | 0,61  | 04:80  |
| 4.  | FC Viktoria Hanau (Sieger Nordkreis)          | 6   | 1 | 1 | 4 | 010:180 | 0,56  | 03:90  |